# Maxmud Baxshilloyev
Maxmud Baxshilloyev (ur. 15 marca 1998) – uzbecki zapaśnik walczący w stylu klasycznym. Piąty na igrzyskach azjatyckich w 2022. Wicemistrz Azji w 2020. Wicemistrz świata juniorów 2018 i Azji kadetów w 2015 i trzeci w 2017 roku.